# Jan Mølby
Jan Mølby (Kolding, 1963. július 4. – ) dán válogatott labdarúgó, edző.

## Pályafutása

### Klubcsapatban
Koldingban született. Pályafutását is a szülővárosában kezdte a Kolding IF csapatában, ahol 19 évesen csapatkapitány volt. 1982-ben az Ajax igazolta le, mellyel 1983-ban megnyerte a holland bajnokságot és a kupát. 
1984-ben a Liverpool szerződtette. Első mérkőzését a Norwich City ellen játszotta, míg az első gólját 1984 decemberében a Chelsea ellen szerezte. 1986-ban mind a bajnokságot, az FA-kupát és a szuperkupát is megnyerte csapatával. 1984 és 1996 között volt a Liverpool játékosa, ezalatt három bajnoki címet, két kupagyőzelmet és három szuperkupa-győzelmet szerzett. 1995-ben kölcsönadták először a Barnsley, majd a Norwich City csapatának. 
1996 és 1998 között a Swansea Cityben játszott.

### A válogatottban
1982 és 1990 között 33 alkalommal szerepelt a dán válogatottban és 2 gólt szerzett. A bemutatkozó mérkőzésére 1982. június 15-én került sor Norvégia ellen. Részt vett az 1984-es Európa-bajnokságon és az 1986-os világbajnokságon.

### Edzőként
Az 1996–97-es szezonban játékosedzőként irányította a Swansea Cityben csapatát. 1999 és 2002, illetve 2003 és 2004 között a Kidderminster Harriers vezetőedzője volt. 2002-ben a Hull Citynél dolgozott. 

## Sikerei
AFC Ajax
- Holland bajnok (1): 1982–83
- Holland kupa (1): 1982–83

Liverpool FC
- Angol bajnok (3): 1985–86, 1987–88,1989–90
- Angol kupa (2): 1985–86, 1991–92
- Angol szuperkupa (3): 1986, 1988, 1989